# Lijst van vliedbergen
Een vliedberg is een klein, kunstmatig heuveltje, dat in de vroege middeleeuwen werd opgeworpen om dienst te doen als mottekasteel of "chateaux au motte". Van deze kastelen rest slechts de aarden heuvel waarop het primitieve kasteel gebouwd werd. De in Zeeland voorkomende vliedbergen hadden waarschijnlijk dezelfde functie als de hege wieren in Friesland. Er waren in Zeeland ooit zo'n 170 vliedbergen. Hiervan zijn er nog zo'n 38 over.

## Vliedbergen
|     | Plaats              | Naam                                                  | Hoogte (m) | Coördinaten                    | Bijzonderheden | Foto                            |
| --- | ------------------- | ----------------------------------------------------- | ---------- | ------------------------------ | --- | ------------------------------- |
| 1   | Elkerzee            | Vliedberg van Elkerzee                                | 5          | 51° 43′ 46″ NB, 3° 50′ 21″ OL  | Gelegen aan de Weelweg |                                 |
| 2   | Zierikzee           | Berg aan de Heuvelsweg                                | 3,1        | 51° 40′ 9″ NB, 3° 55′ 10″ OL   | Naast de berg ligt een grote veedrinkpoel | Vliedberg van Zierikzee         |
| 3   | Zoutelande          | Vliedberg Boudewijnskerke                             | 9          | 51° 31′ 8″ NB, 3° 27′ 58″ OL   | Hoge en gave vliedberg met terracettes | Vliedberg Grindweg              |
| 4   | Aagtekerke          | 't Hof Hazenberg                                      | 7,8        | 51° 32′ 3″ NB, 3° 29′ 12″ OL   | Westelijk van de Geschiereweg gelegen | Hazenberg                       |
| 5   | Aagtekerke          | Vliedberg Sint Jan ten Heere                          | 9,8        | 51° 32′ 33″ NB, 3° 29′ 4″ OL   | Gelegen nabij Sint-Jan ten Heere, hoogste berg van Walcheren | Vliedberg St. Jan ten Heere     |
| 6   | Biggekerke          | Vliedberg Bergweg                                     | 4,0        | 51° 29′ 15″ NB, 3° 31′ 40″ OL  | Oostelijk van Koudekerke langs de Valkenisse Watergang | Vliedberg Bergweg               |
| 7   | Biggekerke          | Vliedberg Zoutelandseweg                              | 3,6        | 51° 29′ 59″ NB, 3° 31′ 37″ OL  | Oostelijk van de kerk gelegen, bergje heeft een rommelig uiterlijk | Vliedberg Zoutelandseweg        |
| 8   | Biggekerke          | Vliedberg Schuitvlotstraat                            | 3,6        | 51° 29′ 54″ NB, 3° 31′ 37″ OL  | Gelegen vlak bij vliedberg Zoutelandseweg | Vliedberg Schuitvlotstraat      |
| 9   | Krommenhoeke        | Vliedberg Krommenhoeke                                | 5,4        | 51° 30′ 32″ NB, 3° 32′ 24″ OL  | Gelegen bij het gehucht Krommenhoeke en de Hoogelandseweg | Vliedberg Krommenhoeke          |
| 10  | Koudekerke          | Vliedberg Meinersweg                                  | 7,8        | 51° 29′ 47″ NB, 3° 34′ 2″ OL   | Oostelijk van de Meinersweg ten zuiden van Hoogelande | Vliedberg Meinersweg            |
| 11  | Mariekerke          | Vliedberg Klein Mariekerke                            | 2,4        | 51° 31′ 37″ NB, 3° 32′ 31″ OL  | Kruising kelderweg - Mariekerkseweg | Vliedberg Klein Mariekerke      |
| 12  | Koudekerke          | Vliedberg Perduinsweg                                 | 4,0        | 51° 30′ 9″ NB, 3° 34′ 17″ OL   | Iets ten oosten van vliedberg Meinersweg | Vliedberg Meinersweg            |
| 13  | Vlissingen          | Vliedberg Bergweg                                     | 5,0        | 51° 28′ 35″ NB, 3° 34′ 28″ OL  | In de vliedberg bevindt zich een radarpost uit de Tweede Wereldoorlog | Vliedberg Bergweg Vlissingen    |
| 14  | Kleverskerke        | Berg te Kleverskerke                                  | 4,2        | 51° 31′ 16″ NB, 3° 39′ 55″ OL  | In de vliedberg zit een bunker verborgen | Vliedberg Kleverskerke          |
| 15  | Gapinge             | Vliedberg Schellachseweg                              | 3,0        | 51° 32′ 31″ NB, 3° 37′ 38″ OL  | Omgeven door een sloot |                                 |
| 16  | Gapinge             | Vliedberg Snouck Hurgonje                             | 6,8        | 51° 32′ 59″ NB, 3° 37′ 45″ OL  | Recentelijk gerestaureerd | Vliedberg Gapinge               |
| 17  | Middelburg          | Vliedberg Veerseweg                                   | 3,4        | 51° 31′ 24″ NB, 3° 39′ 0″ OL   | Oostelijk van de Veerseweg tussen Middelburg en Veere, halverwege |                                 |
| 18  | Zanddijk            | Vliedberg Bieweg                                      | 1,6        | 51° 32′ 25″ NB, 3° 39′ 6″ OL   | Westelijk van Zanddijk, aan de Bieweg. Rijksmonument. | Vliedberg Bieweg                |
| 19  | Zanddijk            | Vliedberg Bosweg                                      | 2,6        | 51° 32′ 29″ NB, 3° 39′ 15″ OL  | Westelijk van Zanddijk, aan de Bosweg |                                 |
| 20  | Vlissingen          | Vliedberg Paauwenburg                                 | 6,2        | 51° 27′ 39″ NB, 3° 32′ 51″ OL  | Begroeid met enige struiken | Opname uit 2011                 |
| 21  | Ritthem             | Vliedberg Berglust                                    | 5,0        | 51° 27′ 12″ NB, 3° 37′ 35″ OL  | Vlak bij de vliedberg is in de Tweede Wereldoorlog een bunker gebouwd | Foto uit 2024                   |
| 22  | Sinoutskerke        | Vliedberg van Sinoutskerke                            | 1,8        | 51° 28′ 25″ NB, 3° 51′ 51″ OL  | Ten westen van de Sinoutskerksezandweg, op privéterrein | Vliedberg van Sinoutskerke      |
| 23a | Baarsdorp           | Baarsdorp - Noord                                     | 3,4        | 51° 29′ 5″ NB, 3° 50′ 17″ OL   | Vliedbergcomplex van 2 bergen | Vliedberg Baarsdorp-Noord       |
| 23b | Baarsdorp           | Baarsdorp - Zuid                                      | 2,6        | 51° 29′ 4″ NB, 3° 50′ 22″ OL   | Vliedbergcomplex van 2 bergen |                                 |
| 24a | Wemeldinge          | Vliedberg Wemeldinge                                  | 10,8       | 51° 30′ 58″ NB, 3° 59′ 10″ OL  | Hoogste vliedberg ter wereld |                                 |
| 24b | Wemeldinge          | Vliedberg Wemeldinge-Kerk                             | 2          | 51° 30′ 59″ NB, 3° 59′ 4″ OL   | Hervormde kerk is gebouwd op een vliedberg op ongeveer 50 meter afstand van andere vliedberg | Vliedberg Kerk Wemeldinge.JPG   |
| 25  | De Groe             | Vliedberg de Groe (bij 's-Gravenpolderseweg 124 Goes) | 4,0        | 51° 28′ 51″ NB, 3° 54′ 14″ OL  | Gelegen in boomgaard. | Vliedberg de Groe               |
| 26  | 's-Gravenpolder     | 't Hof Blaemskinderen                                 | 6,3        | 51° 28′ 20″ NB, 3° 54′ 19″ OL  | Bekroond met grenslinde | Vliedberg 't Hof Blaemskinderen |
| 27  | Kloetinge           | Vliedberg van Kloetinge                               | 4,8        | 51° 29′ 57″ NB, 3° 55′ 4″ OL   | Berg ligt in particuliere tuin aan het Marktveld, slotgracht nog aanwezig |                                 |
| 28  | Borssele            | Berg van Troje                                        | 6,4        | 51° 25′ 33″ NB, 3° 44′ 19″ OL  | Voormalig mottekasteel met stenen muren, slotgracht nog aanwezig, in de berg zit een bunker uit WOII                                                                                                 | Vliedberg "Berg van Troje"      |
| 29  | Coudorpe            | Vliedberg van Coudorpe                                | 6,0        | 51° 24′ 29″ NB, 3° 47′ 14″ OL  | Gelegen aan de Trenteweg staat de mottekasteelberg uit de 11e -12e eeuw | Vliedberg Coudorpe              |
| 30  | Ellewoutsdijk       | Vliedberg Iseweg                                      | 0,5        | 51° 23′ 57″ NB, 3° 50′ 16″ OL  | Nauwelijks zichtbare berg | Vliedberg Iseweg                |
| 31  | Nisse               | Vliedberg van Nisse                                   | 4,2        | 51° 27′ 15″ NB, 3° 51′ 4″ OL   | Particulier gebied |                                 |
| 32  | 's-Heer Abtskerke   | Vliedberg Bergweg                                     | 6,0        | 51° 27′ 42″ NB, 3° 52′ 58″ OL  | Begroeid met meidoorn | Vliedberg Bergweg               |
| 33  | Kapelle             | Duivelsberg                                           | 1,2        | 51° 29′ 27″ NB, 3° 57′ 18″ OL  | Gelegen in nieuwbouwwijk Eliwerve |                                 |
| 34  | Wissekerke          | Vliedberg van Wissekerke                              | 0,5        | 51° 30′ 1″ NB, 3° 51′ 7″ OL    | Nauwelijks nog herkenbare berg |                                 |
| 35  | 's-Heer Arendskerke | de Poelberg                                           |            | 51° 29′ 23″ NB, 3° 49′ 36″ OL  | Terrein met vliedberg en restanten van mottekasteel, gelegen ten zuiden van een woonwijk. Op het terrein is een natuurspeeltuin gerealiseerd.                                                        | Poelberg 's-Heer Arendskerke    |
| 36  | Westkerke           | Vliedberg van Westkerke                               | 7,2        | 51° 32′ 9″ NB, 4° 5′ 35″ OL    | | Kasteelberg Westkerke           |
| 37  | Zaamslag            | Torenberg van Zaamslag                                | 2,2        | 51° 18′ 39″ NB, 3° 54′ 57″ OL  | Op de berg is in 1385 een toren gebouwd die tot in de 17e eeuw als baken voor de scheepvaart heeft dienstgedaan                                                                                      |                                 |
| 38  | Groede              | Kasteelberg Groede                                    | 3,8        | 51° 21′ 59″ NB, 3° 30′ 23″ OL  | Mogelijk een grafheuvel, de berg is gelegen op een vierkant terrein wat mogelijk onderdeel was van het kasteel, waarschijnlijk dertiende-eeuws                                                       |                                 |
|     | Oostkapelle         | Vliedberg Westhove                                    |            | 51° 34′ 10″ NB, 3° 31′ 23″ OL  | Niet authentiek, nagemaakt ter educatie in de tuin van kasteel Westhove | Reconstructie Terra Maris       |
|     | Kloetinge           | Vliedberg Stelleweg                                   | ~2½        | 51° 30′ 28″ NB, 03° 54′ 37″ OL | Niet authentiek. Bergje ligt in het stadspark De Mirakel tussen de Oranjeweg en de Stelleweg en is samen met een ringburgwal als educatief element opgericht in 2012. Het terrein is niet beschermd. | Vliedberg Stelleweg             |